# جوهر زیستی
جوهرهای زیستی موادی هستند که محیط ماتریکس خارج سلولی را شبیه‌سازی می‌کنند و به چسبیدن، تکثیر و تمایز سلولهای زنده کمک می‌کنند. جوهرهای زیستی می‌توانند در حین پروسهٔ تولید افزایشی(additive manufacturing) به شکل رشته ته‌نشین شوند و بنا به این قابلیت از بیومتریال‌های سنتی ای مانند :hydrogel، شبکهٔ پلیمری و داربست فومی متمایز می‌شوند.به علاوه، برخلاف موادی که در تولید افزایشی سنتی به کار برده می‌شوند از جمله پلیمرهای ترموپلاستیک، سرامیک‌ها و فلزات که به حلال‌های تند، روش‌های اتصال عرضی (cross-linking) و دمای بالا نیاز دارند تا پرینت شوند، جوهرهای زیستی را می‌توان در شرایط ملایم تری پردازش کرد. این شرایط ملایم برای حفظ سازگاری با سلول‌های زنده و جلوگیری از تخریب مولکول‌های زیست فعال و پروتئینها، ضروری است. جوهرهای زیستی از مواد زیستی هیدروژلی موجود اقتباس می‌شوند و از پلیمرهای طبیعی مشتق می‌شوند ازجمله ژلاتین، آلژینات، فیبرین، کیتوسان و هیالورونیک اسید که به شرایط پردازش آن‌ها حساس هستند.
برخلاف مواد زیستی که در چاپ سه بعدی سنتی استفاده می‌شود، اتصالات زنجیره‌ای و تعاملات یونی که در جوهرهای زیستی شبیه هیدروژل وجود دارد بیشتر از دما بر حفظ شکل غلبه دارد (در مقابل دما شکل خود را حفظ می‌کنند). منشأ طبیعی جوهرای زیستی موجب می‌شود که این مواد حاوی مقدار زیادی آب باشند و به شرایط سخت پردازش حساس باشند.بنابراین رشته‌های جوهرهای زیستی در دمای بدن انسان یا پایین‌تر و در شرایط ملایم‌تری ته‌نشین می‌شوند تا قابلیت چاپ شدن printability این مواد حفظ شود.
تفاوت با مواد چاپ سه بعدی سنتی:
- در دمای بسیار پایین‌تری چاپ می‌شوند (۳۷ درجه سانتی گراد یا پایین‌تر)
- در شرایط ملایم‌تری اتصال عرضی پیدا می‌کنند
- منشأ طبیعی دارند
- زیست فعال
- قابلیت دستکاری سلولی

## نسخه قابل چاپ
ترکیب و مواد شیمیایی به کار برده شده در جوهر زیستی اغلب از مواد زیستی بیومتریال موجود منشأ گرفته. به هر حال، این مواد زیستی هیدروژلی به‌طوری توسعه داده شده‌اند که به راحتی با پیپت برداشته شوند و در پلیت‌های مناسب و دیگر قالب‌ها جای بگیرند (به شکل قالب در آیند). تغییر دادن ترکیب این مواد برای تشکیل فیلامنت‌ها ضروری است تا به شکل یک مادهٔ زیستی قابل چاپ درآیند. موادی که در چاپ سه بعدی سنتی به کار برده می‌شوند از جمله مواد ترموپلاستیک، به محض اینکه پرینت می‌شوند به حالت فیکس شده در می‌آیند اما جوهرهای زیستی یک سیستم پویا می‌باشند بنابراین که اغلب ساختار غیر کریستالی دارند و حاوی مقدار زیادی آب می‌باشند. درنهایت، قطر نازل و فشار چاپ باید در نظر گرفته شده و اندازه‌گیری شود تا در حین فرایند چاپ کردن میزان تنش برشی (shear stress) که به جوهر زیستی و سلول‌ها موجود در آن وارد می‌شود به حداقل برسد. نیروی برشی (shear forces) زیاد ممکن است باعث آسیب یا تخریب سلول‌ها شود و بر زیست‌پذیری آن‌ها اثر منفی بگذارد.
ملاحظات مهم در قابلیت چاپ:
- یکنواختی در قطر فیلامنت
- زوایا در بین فیلامنت‌ها
- فشار چاپ و قطر نازل
- به دست آورد ثبات شکلی پس از پرینت شدن و قبل از ایجاد اتصال عرضی

## مواد و روش‌ها

### آلژینات
آلژینات یک زیست پلیمر طبیعی است که از دیوارهٔ سلول‌های جلبک قهوه‌ای استخراج می‌شود که به‌طور گسترده‌ای به عنوان یک مادهٔ زیستی از آن استفاده می‌شود. آلژینات‌ها به طرز به خصوصی برای چاپ زیستی مناسب اند بنا به این دلیل که در شرایط ملایمی دارای اتصال عرضی می‌شوند زیرا در آن‌ها اتصال بین یون‌های با دو بار مانند یون کلسیم برقرار می‌شود. از طریق افزایش گرانروی (viscosity) این مواد می‌توان آن‌ها را به عنوان جوهرهای زیستی به کار برد.به علاوه، جوهرهای زیستی بر پایه آلژینات می‌توانند با مواد دیگری ازجمله نانو سلولوز مخلوط شوند تا در بافت‌ها از جمله غضروف به کار برده شوند.

### ژلاتین
ژلاتین به‌طور وسیعی در مهندسی بافت به کار برده می‌شود. ساختار داربست ژلاتینی به وسیلهٔ اتصالات زنجیره‌ای که بین مواد تشکیل دهندهٔ ژل در یک دمای پایین برقرار می‌شود، تعیین می‌گردد. به هر حال در دمای فیزیولوژیکی گرانروی ژلاتین به‌طور قابل ملاحظه‌ای پایین می‌افتد. متاکریلاته کردن ژلاتین یک روش رایج برای ساخت داربست ژلاتینی است که می‌تواند پرینت شود و در دمای فیزیولوژیکی به ثبات شکلی برسد.

### ماتریکس خارج سلولی دسلولاره

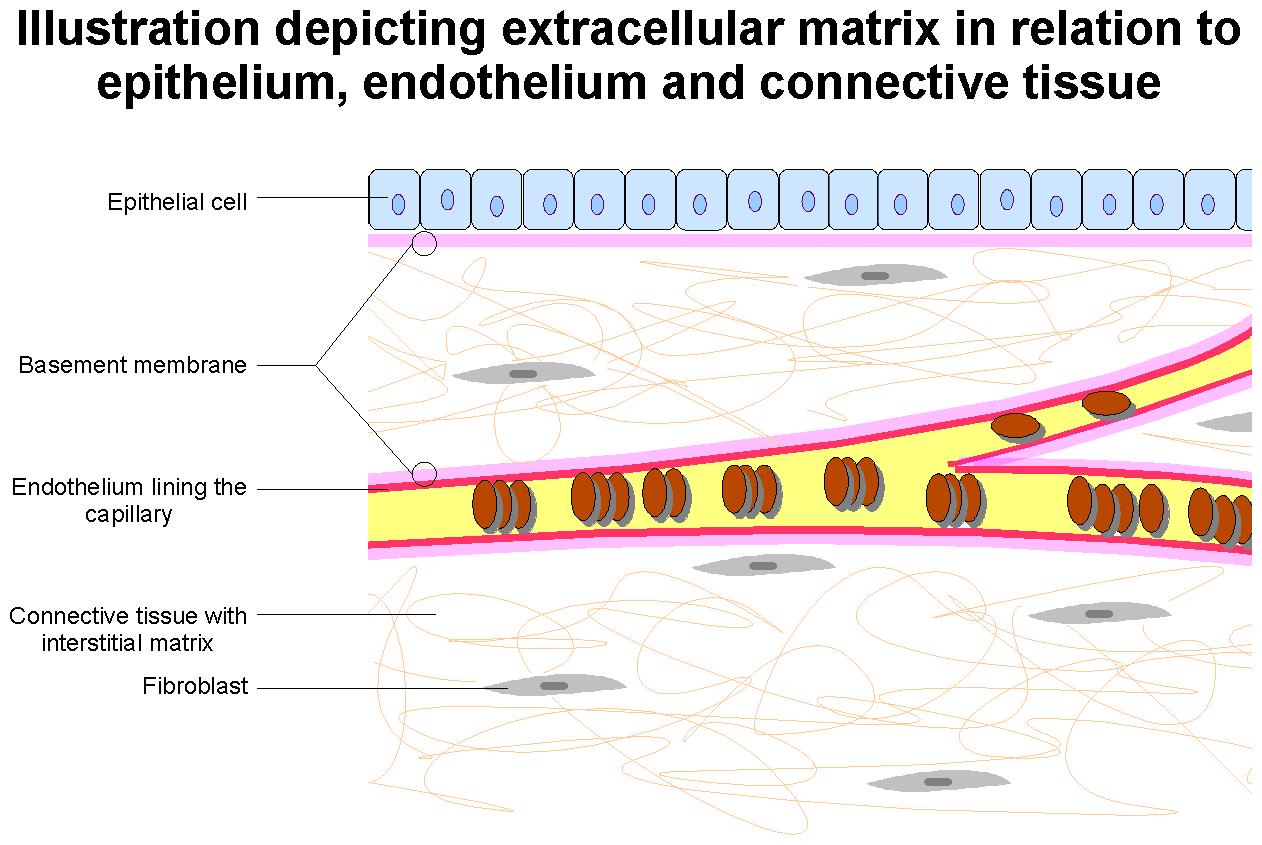
ماتریس (بافت‌مانه) برون‌یاخته‌ای

جوهرهای زیستی برپایه ماتریکس خارج سلولی دسلولاره می‌توانند از تقریباً همه بافت‌های پستانداران استخراج شوند. اغلب ارگان‌ها از جمله قلب، ماهیچه، غضروف، استخوان و چربی، دسلولاره، لیوفیلیزه (خشک کردن انجمادی) و تبدیل به پودر می‌شوند تا یک ماتریکس انحلال پذیر ساخته شود که بتواند در نهایت به شکل ژل دربیاید.این جوهرهای زیستی نسبت به بقیه چندین مزیت دارند به دلیل اینکه منشأ آن‌ها از بافت بالغ است. این مواد ترکیب پیچیده‌ای از ماتریکس خارج سلولی و پروتئین‌های آرایشی که منحصر به بافتی است که از آن منشأ گرفته، می‌باشند؛ بنابراین این جوهرهای زیستی علامت‌هایی را که سلول‌ها در یک بافت دریافت می‌کنند به آن می‌دهد. اغلب این جوهرهای زیستی از طریق گرما یا مواد شیمیایی از جمله ریبوفلاوین دارای اتصال عرضی می‌شوند.

### پلورونیک‌ها

General structure with a = 2–130 and b = ۱۵–۶۷

پلورونیک‌ها به دلیل خاصیت منحصر به فردشان در تبدیل شدن به ژل در چاپگرها استفاده می‌شوند. پایین‌تر از دمای فیزیولوژیکی، پلونوریک ویسکوزیتهٔ پایینی نشان می‌دهد. در دمای فیزیولوژیک پلورونیک ژل را تشکیل می‌دهد. با این حال، ژل تشکیل شده تحت تعاملات فیزیکی قرار گرفته‌است. از طریق اصلاح پلورونیک با آکریلات می‌توان یک شبکهٔ مبتنی بر پلورونیک ساخت که ممکن است به‌طور شیمیایی دارای اتصال عرضی شود

### کلاژن
کلاژن فراوان‌ترین پروتئین در بدن انسان است. به دلیل حساسیت مولکولها به دما پرینت کردن آن به صورت سنتی کار دشواری است. Advanced BioMatrix بایگانی‌شده  در ۱۲ ژانویه ۲۰۱۸ توسط Wayback Machine اولین شرکتی است که توانست ساخت جوهرهای زیستی از کلاژن نوع یک خالص را تجاری‌سازی کند.

### مولکول‌های متاکریلات
قابلیت اتصال و اتصال عرضی بعد از پرینت یک فاکتور کلیدی در بافت‌های پایدار است. کلاژن متاکریله، ژلاتین متاکریله و هیالورونیک اسید متاکریله همگی مواد مهمی برای چاپ زیستی هستند.گروه‌های لایزین که با گروه‌های آکریل اصلاح شده‌اند اتصال عرضی به وسیلهٔ اشعهٔ UV و نور مرئی را فراهم می‌کند.

## بازاریابی
چندین کمپانی بر پایه هدف تجاری‌سازی و استانداردسازی جوهرهای زیستی برای کارهای تحقیقاتی پایه‌ریزی شده‌اند. CELLINK اولین کمپانی جوهرهای زیستی در دنیا است که جوهرهای زیستی جهانی‌ای را توسعه می‌دهد که در تمامی دستگاه‌های چاپگر سه بعدی قابل استفاده‌اند. دیگر کمپانی‌ها از جمله Regenhu جوهرهای زیستی استاندارد برای بافت استخوان تولید کرده‌است.